# Long, Long Time
"Long, Long Time" é o terceiro episódio da primeira temporada da série de televisão norte-americana de drama pós-apocalíptica The Last of Us. Ele foi escrito por Craig Mazin, o co-criador da série, e dirigido por Peter Hoar. Com 75 minutos de duração, foi transmitido originalmente pelo canal HBO nos Estados Unidos em 29 de janeiro de 2023. Na trama, Joel (Pedro Pascal) e Ellie (Bella Ramsey) viajam até Lincoln, Massachusetts, para encontrar Bill (Nick Offerman). Diversos flashbacks acompanham a história de Bill ao longo de vinte anos enquanto sobrevive em sua cidade e conhece seu parceiro Frank (Murray Bartlett).
Mazin queria expandir a história de Bill do jogo eletrônico no qual a série é baseada; ele sentiu que a série permitia uma visão mais profunda do amor, da felicidade e da passagem do tempo. As filmagens do episódio aconteceram em setembro de 2021 na antiga área de Beachwood em High River, Calgary. O desenhista de produção John Paino e sua equipe construíram a cidade de Lincoln em cerca de seis a doze semanas.
Os críticos consideraram o episódio como o melhor da temporada, e destacaram as atuações de Offerman e Bartlett, o roteiro de Mazin e a direção de Hoar que recebeu elogios especiais. Ele foi assistido por 6,4 milhões de espectadores na estreia.

## Enredo
Viajando para Lincoln, Massachusetts, Joel (Pedro Pascal) e Ellie (Bella Ramsey) encontram uma vala comum ao longo de uma estrada. Joel explica que os militares selecionaram alguns sobreviventes de cidades menores, na medida em que eram evacuados, para conservar comida e espaço para aqueles que consideravam saudáveis o suficiente para trabalhar nas zonas de quarentena.
Vinte anos atrás, em Lincoln, Bill (Nick Offerman) monitora a evacuação da vila dentro de um bunker subterrâneo sob sua casa. Ele espera que todos saiam antes de vasculhar lojas abandonadas em busca de suprimentos e materiais para construir um gerador, cerca elétrica e armadilhas. Quatro anos depois, ao verificar uma de suas armadilhas, Bill encontra um homem chamado Frank (Murray Bartlett), que barganha por uma refeição quente, um banho e roupas limpas. Antes de partir para Boston, ele convence Bill a tocar piano. Frank o beija e os dois homens dormem juntos.
Três anos depois, Frank convence Bill a ajudá-lo a limpar a vizinhança para que eles possam começar a fazer amigos. Bill, bastante misantrópico, fica cético, especialmente quando Frank convida Tess (Anna Torv) e Joel para almoçar e discutir o estabelecimento de uma operação de contrabando. Joel fala com Bill e o convence a aceitar o plano de Frank, apontando deficiências nas defesas da cidade que ele e Tess podem ajudar a reparar. Mais tarde, invasores tentam se infiltrar na cidade, ferindo gravemente Bill antes de serem repelidos por suas defesas.
Dez anos depois, Bill e Frank estão idosos. Frank está em uma cadeira de rodas morrendo lentamente de uma doença degenerativa; ele pede a Bill para ajudá-lo a morrer. Em seu último dia, Bill leva Frank para vestir ternos novos e os dois se casam discretamente em sua sala de estar. Depois do jantar, Bill coloca uma dose letal de comprimidos para dormir em ambas as bebidas, admitindo que não deseja viver sem Frank em sua vida. Eles se retiram para o quarto.
Várias semanas depois, Joel chega em Lincoln com Ellie. Ellie encontra uma carta de Bill endereçada a Joel. Através da carta, Bill descreve como cuidar e proteger Frank deu a ele um propósito e afirma que ele e Joel têm a missão de salvar uma vida, não importa o custo. Quando Joel descobre que Bill estava se referindo a Tess, ele fica emocionado. Tanto ele quanto Ellie concordam em pegar a caminhonete de Bill e viajar até Wyoming para encontrar Tommy, que pode ajudar a levar Ellie para os Vaga-Lumes. Joel estabelece novas regras para Ellie: nenhum deles deve falar sobre a Tess ou suas histórias de vida; Ellie deve manter sua condição em segredo e, por último, Ellie tem que seguir as ordens de Joel completamente. Depois de coletarem armas e suprimentos do estoque de Bill, Joel e Ellie vão embora de Lincoln dirigindo.

## Produção

### Antecedentes e escrita

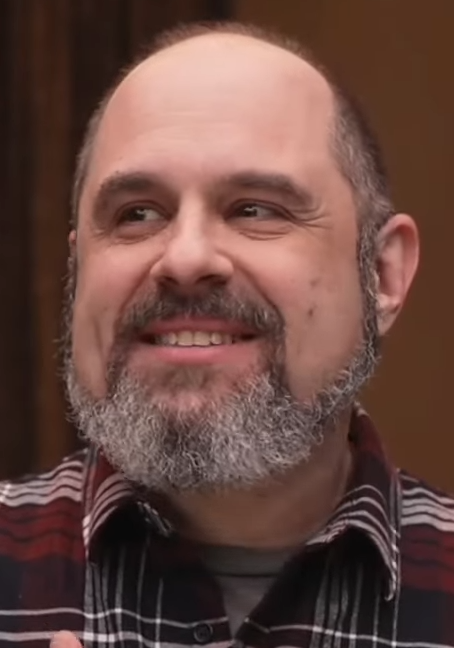
O episódio foi escrito por Craig Mazin, o co-criador da série de televisão.

"Long, Long Time" foi escrito por Craig Mazin, o co-criador da série The Last of Us, e dirigido por Peter Hoar. O Sindicato dos Diretores do Canadá revelou que Hoar foi cotado para dirigir um episódio em julho de 2021. Em dezembro de 2022, o agregador de críticas Rotten Tomatoes revelou o título do episódio. Mazin queria que o episódio fosse "uma pausa do medo" dos episódios anteriores, explorando a esperança sem a ameaça constante do perigo. Mazin queria que Bill e Frank inicialmente se conectassem através de uma música sobre dor de cabeça solitária;:16:40 lutando para encontrar uma música, ele falou com seu amigo Seth Rudetsky, que imediatamente sugeriu "Long, Long Time" de Linda Ronstadt.:18:06  As montagens no episódio utilizam as canções "I'm Coming Home to Stay" por Fleetwood Mac e "White Room" pela banda de rock Cream, e a cena final de Bill e Frank apresenta a música "On the Nature of Daylight" por Max Richter. Ao preparar o episódio, Mazin mapeou a área de Bill e pesquisou quanto tempo o gás natural duraria dentro dos seus parâmetros. O roteiro original era "um pouco mais longo" do que o episódio final. A versão original de Hoar tinha cerca de 77 minutos de duração; ele reduziu para 72, mas Mazin insistiu que eles tornassem a inserir novamente alguns elementos, resultando na duração total de 75 minutos. Hoar sentiu que um episódio de 59 minutos não teria obtido sucesso.
Mazin discutiu com o co-criador da série, Neil Druckmann, que escreveu e co-dirigiu o jogo eletrônico no qual a série de televisão é baseada, a possibilidade de expandir a história de Bill e Frank a partir dos jogos; ele sentiu que a inclusão de Bill no jogo foi construída em razão da jogabilidade, enquanto que a série de televisão permitiria uma abordagem mais aprofundada do personagem. Druckmann aprovou a ideia porque sentiu que melhorava a narrativa da série em geral; ele considerou que um relacionamento positivo era uma inclusão inteligente, pois a série já apresentava vários exemplos de resultados sombrios. Ele notou que a versão dos eventos do jogo — onde Bill salva a vida de Joel no presente e Frank já está morto — seria muito chata como um episódio de televisão sem a participação de um jogador, do mesmo modo, a história do show não necessitava das sequências de ação para o jogo.:26:03 Mazin gostou da capacidade de demonstrar a passagem do tempo e os eventos ocorridos nos primeiros vinte anos do surto, o que não foi apresentado nos jogos. Ele considerou que episódio era uma oportunidade de mostrar que a felicidade e a paz ainda eram alcançáveis; ele queria que o episódio explorasse a dicotomia de amar alguém — um tema recorrente na série — e como o amor se manifesta no pós-apocalipse.
O episódio evita intencionalmente especificar a doença degenerativa de Frank; Mazin disse que era um caso de esclerose múltipla ou ELA precoce.:35:26 Uma das falas de Bill — "Este não é o suicídio trágico no final da peça" — foi inspirada na peça de Mart Crowley, The Boys in the Band (1968); Mazin queria evitar o tropo de igualar a homossexualidade com tragédia.:38:07 A cena final com a janela aberta era uma referência à tela do menu principal do jogo eletrônico; Mazin sentiu que ela representava promessa e perda, enquanto também significava que Bill e Frank estavam em paz um com o outro.:46:35 Hoar sentiu que a última cena permitiu um momento final com Bill e Frank. Bartlett considerou romântico e Offerman achou emocionante. Mazin considerou que era um final feliz. Druckmann considerou a carta de suicídio de Bill um lembrete do fracasso de Joel em proteger sua filha Sarah e sua parceira Tess nos dois episódios anteriores.:3:05

### Escolha do elenco e personagens
A escalação dos atores Murray Bartlett e Con O'Neill como Frank e Bill, respectivamente, foi anunciada em 15 de julho de 2021. Bartlett não estava familiarizado com o material original, mas foi atraído para o show depois de ler o roteiro. Ele pesquisou o jogo após receber o papel e o achou bastante cinematográfico, citando os personagens, a narrativa e os temas. Segundo Mazin, os produtores choraram durante a audição de Bartlett. Druckmann esperava que alguns fãs ficassem chateados com a inclusão de Frank no show devido à divergência da narrativa do jogo. Em 5 de dezembro, Bartlett afirmou que Nick Offerman participaria da série em um papel próximo ao dele; dois dias depois, foi anunciado que Offerman iria interpretar o Bill, substituindo O'Neill, que precisou desistir do papel devido a conflitos de agenda com as gravações de Our Flag Means Death.:13:36 Mazin queria que homens gays interpretassem Frank e Bill, mas, após a saída de O'Neill, ele foi convencido a escalar Offerman por sugestão de Carolyn Strauss, a produtora executiva da série.
Mazin se sentiu inspirado a escalar um ator de comédia como o Offerman porque "pessoas engraçadas têm alma", um mantra que ele aprendeu com Vince Gilligan, citando performances como as de Bryan Cranston em Breaking Bad e Bob Odenkirk em Better Call Saul. Em primeiro momento, um conflito de agenda impediu Offerman de aceitar o papel, mas ele decidiu aceitá-lo depois que sua esposa Megan Mullally leu o roteiro; ele se sentiu apegado ao material e sentiu um parentesco com Bill devido à sua experiência em artesanato. A primeira fala de Bill no episódio — "Hoje não seus lambe-botas da Nova Ordem Mundial" — foi originalmente escrita como uma descrição, mas Offerman insistiu em dizê-la em voz alta. Offerman fez uma seleção de alguns dos livros e vídeos para colocar na área de entretenimento de Bill.
Um treinador de canto auxiliou Offerman e Bartlett na performance musical de "Long, Long Time"; Bartlett recebeu um treinamento específico para cantar pior. Offerman ensaiou a música com Mullally, um cantor. O diretor de fotografia Eben Bolter lembrou-se de ter visto as mãos de Offerman tremendo entre as tomadas da performance. Mazin e Offerman — ambos heterossexuais — buscaram conselhos e aprovação de pessoas gays envolvidas na produção, incluindo Bartlett, Hoar, o editor Timothy A. Good e o produtor Cecil O'Connor; Mazin acabou considerando que a idade deles era mais importante do que a sexualidade, pois queria explorar um relacionamento de duração longa e comprometido.:13:54 Mazin sentiu que a inexperiência de Offerman em interpretar homens gays incrementou seu papel, uma vez que o próprio Bill também é inexperiente em explorar sua sexualidade. Na cena de sexo, Offerman achou o desconforto de Bill "fácil de canalizar" devido aos membros da equipe estarem presentes assistindo no set de filmagens.

### Filmagens

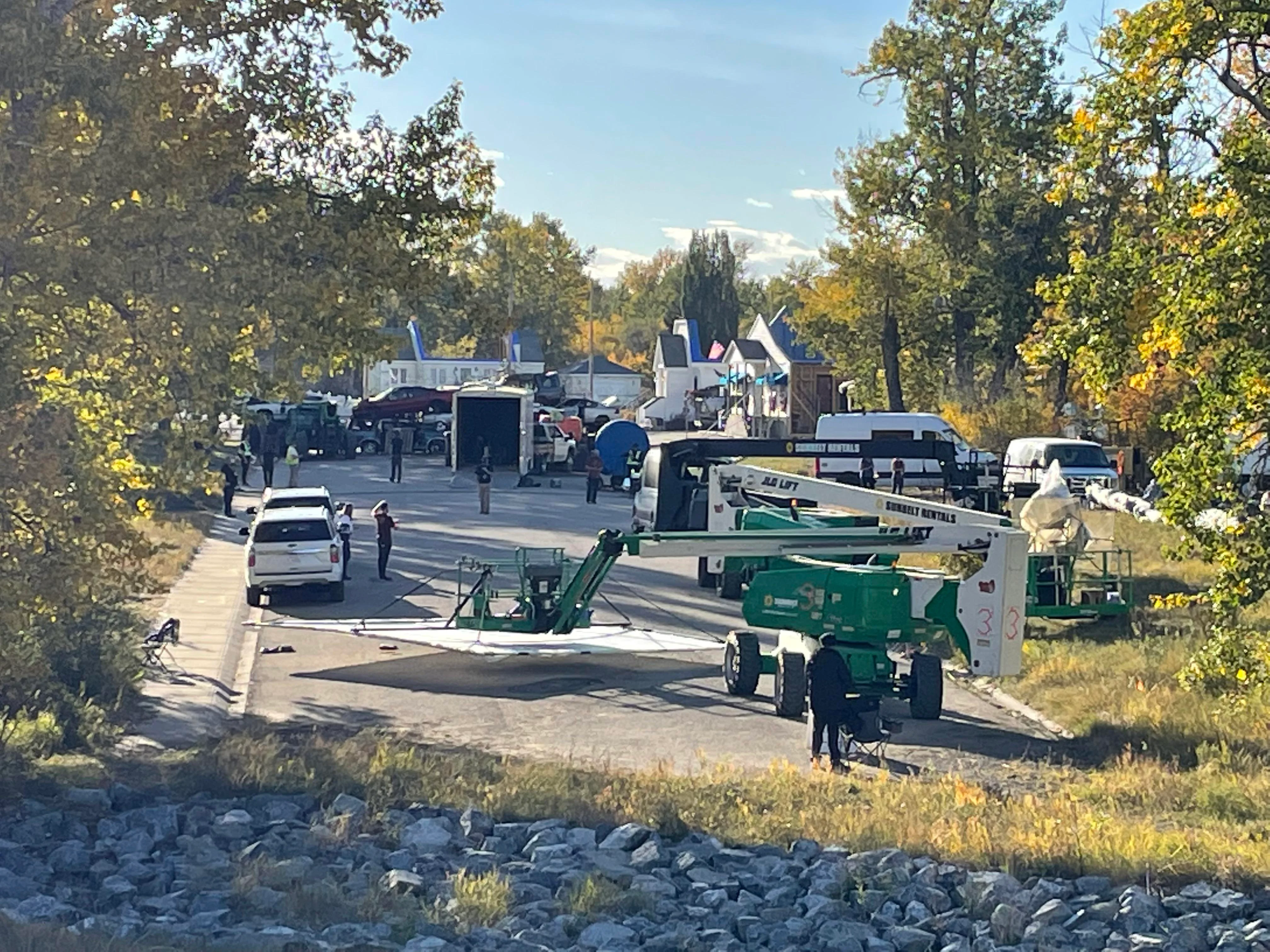
A cidade de Bill, Lincoln, Massachusetts, foi recriada na antiga área de Beachwood em High River, Calgary.

A gravação de "Long, Long Time" aconteceu em setembro de 2021. Tanto a preparação quanto as filmagens levaram cerca de vinte dias cada. Eben Bolter trabalhou como o diretor de fotografia. Em 12 de julho, a câmara municipal de High River aprovou o pedido da equipe de produção para filmar na antiga área de Beachwood entre 12 de julho e 31 de outubro; em troca, a produção pagou 100 000 dólares à cidade de High River pelo financiamento comunitário, que acabou sendo dividido entre a High River Bike Park Society (80%) e a Spitzee School (20%). A equipe de produção removeu três árvores da área, pelas quais reembolsaram à cidade um adicional de 15 000 dólares. O desenhista de produção John Paino e sua equipe construíram a cidade de Lincoln em cerca de seis a doze semanas; como a vegetação proeminente na província de Alberta é tundra, ela teve que ser transportada de Vancouver para replicar a folhagem de Lincoln, que foi expandida para demonstrar a passagem do tempo. Os prédios não tinham telhados, o que exigiu que o departamento de efeitos visuais os adicionassem em cada cena.

## Recepção

### Transmissão e audiência
O episódio foi exibido originalmente no canal HBO nos Estados Unidos em 29 de janeiro de 2023. Annie Wersching, a atriz que interpretou Tess no jogo eletrônico, morreu no mesmo dia da estreia do episódio. Diante do acontecimento, Mazin declarou que o episódio seria alterado para incluir uma dedicatória a ela. Uma hora após a exibição do episódio, a canção "Long, Long Time" de Ronstadt teve um aumento de 4 900 por cento no serviço de streaming de músicas Spotify nos Estados Unidos em relação a semana anterior; vários meios de comunicação compararam o fenômeno ao ressurgimento de "Running Up That Hill" de Kate Bush em 2022, após ter sido utilizada na quarta temporada de Stranger Things.
O episódio foi assistido por 6,4 milhões de espectadores nos Estados Unidos em sua transmissão original, incluindo tanto os espectadores das grades de programação quanto os do serviço de streaming HBO Max, o que indicou um aumento de 12% de audiência em relação à semana anterior e 37% em relação à estreia.

### Resposta da crítica
O episódio obteve uma taxa de aprovação de 96% no agregador de críticas Rotten Tomatoes baseando-se em 23 avaliações, e deteve uma classificação média de 9.9 de 10. Vários críticos consideraram o episódio como o melhor da temporada, enquanto outros o nomearam como um dos maiores episódios da televisão; Daniel Fienberg, da The Hollywood Reporter, sentiu que ele elevou a série em um novo nível. John Nugent da revista Empire o descreveu como "comovente, surpreendentemente romântico e uma das melhores horas da televisão na memória recente", e Andy Welch do The Guardian o descreveu como "um momento absolutamente mágico da televisão". Brian Lowry da CNN escreveu que a cena final "representou o fechamento perfeito para uma hora quase perfeita na televisão".

As atuações de Offerman e Bartlett foram bastante elogiadas; William Goodman da Complex as descreveu como as "melhores de suas carreira", e Dais Johnston da Inverse, por sua vez, os considerou dignos de um Emmy. Kat Moon do TV Guide também os considerou merecedores de indicações ao Emmy, mas sentiu que o desempenho de Offerman "exige atenção especial". Sobre a reformulação de Bill, Welch do The Guardian escreveu que "agora é difícil imaginar alguém além de Offerman nesse papel". Os críticos elogiaram a capacidade de Offerman de retratar o lado mais gentil de Bill e a atitude ansiosa e carismática de Bartlett como Frank. Bernard Boo, do Den of Geek, escreveu que sua "performance como um par é perfeita", e Keith Phipps, da Vulture, elogiou sua habilidade de transmitir emoções sem diálogo. Por outro lado, Jackson McHenry da Vulture observou que Offerman e Bartlett estavam "presos em papéis de madeira e representando uma dinâmica piegas". As atuações de Pascal e Ramsey foram bem recebidas.